# Coulvain
Coulvain és un municipi francès situat al departament de Calvados i a la regió de Normandia. L'any 2007 tenia 338 habitants.

## Demografia

### Població
El 2007 la població de fet de Coulvain era de 338 persones. Hi havia 123 famílies de les quals 24 eren unipersonals (12 homes vivint sols i 12 dones vivint soles), 37 parelles sense fills i 62 parelles amb fills.
La població ha evolucionat segons el següent gràfic:
Habitants censats

### Habitatges
El 2007 hi havia 131 habitatges, 122 eren l'habitatge principal de la família i 8 estaven desocupats. 119 eren cases i 11 eren apartaments. Dels 122 habitatges principals, 88 estaven ocupats pels seus propietaris, 31 estaven llogats i ocupats pels llogaters i 3 estaven cedits a títol gratuït; 6 tenien dues cambres, 25 en tenien tres, 28 en tenien quatre i 63 en tenien cinc o més. 104 habitatges disposaven pel capbaix d'una plaça de pàrquing. A 43 habitatges hi havia un automòbil i a 66 n'hi havia dos o més.

### Piràmide de població
La piràmide de població per edats i sexe el 2009 era:
| Homes | Edats   | Dones |
| ----- | ------- | ----- |
| 0     | 95 o +  | 0     |
| 0     | 90 a 94 | 0     |
| 0     | 85 a 89 | 0     |
| 0     | 80 a 84 | 0     |
| 0     | 75 a 79 | 4     |
| 4     | 70 a 74 | 8     |
| 16    | 65 a 69 | 8     |
| 4     | 60 a 64 | 8     |
| 0     | 55 a 59 | 0     |
| 12    | 50 a 54 | 0     |
| 8     | 45 a 49 | 8     |
| 8     | 40 a 44 | 4     |
| 32    | 35 a 39 | 16    |
| 8     | 30 a 34 | 12    |
| 0     | 25 a 29 | 8     |
| 8     | 20 a 24 | 8     |
| 4     | 15 a 19 | 16    |
| 8     | 10 a 14 | 24    |
| 12    | 5 a 9   | 20    |
| 12    | 0 a 4   | 4     |

## Economia
El 2007 la població en edat de treballar era de 220 persones, 186 eren actives i 34 eren inactives. De les 186 persones actives 164 estaven ocupades (97 homes i 67 dones) i 22 estaven aturades (7 homes i 15 dones). De les 34 persones inactives 9 estaven jubilades, 18 estaven estudiant i 7 estaven classificades com a «altres inactius».

### Ingressos
El 2009 a Coulvain hi havia 135 unitats fiscals que integraven 372 persones, la mediana anual d'ingressos fiscals per persona era de 17.112 €.

### Activitats econòmiques
Dels 19 establiments que hi havia el 2007, 4 eren d'empreses de fabricació d'altres productes industrials, 6 d'empreses de construcció, 5 d'empreses de comerç i reparació d'automòbils, 1 d'una empresa d'hostatgeria i restauració, 1 d'una empresa d'informació i comunicació i 2 d'empreses de serveis.
Dels 8 establiments de servei als particulars que hi havia el 2009, 2 eren tallers de reparació d'automòbils i de material agrícola, 2 paletes, 2 fusteries, 1 lampisteria i 1 electricista.
L'any 2000 a Coulvain hi havia 12 explotacions agrícoles que ocupaven un total de 300 hectàrees.

## Poblacions més properes
El següent diagrama mostra les poblacions més properes.